# The Kominsky Method

The Kominsky Method é uma série de televisão americana de comédia criada por Chuck Lorre para a Netflix. A primeira temporada foi lançada em 16 de novembro de 2018. Em 17 de janeiro de 2019, foi anunciado que a série havia sido renovada para uma segunda temporada, lançada em 25 de outubro de 2019. Em julho de 2020, a série foi renovada para terceira e última temporada, lançada em 28 de maio de 2021.

## Premissa
The Kominsky Method mostra "Sandy Kominsky, um ator que anos atrás teve uma breve aventura com sucesso e agora é um respeitado professor de Hollywood e seu agente e amigo Norman Newlander."

## Elenco

### Regular
- Michael Douglas como Sandy Kominsky
- Alan Arkin como Norman
- Nancy Travis como Lisa
- Sarah Baker como Mindy

### Recorrente
- Lisa Edelstein como Phoebe
- Susan Sullivan como Eileen
- Emily Osment como Theresa
- Graham Rogers como Jude
- Ashleigh LaThrop como Breana
- Jenna Lyng Adams como Darshani
- Melissa Tang como Margaret
- Casey Brown como Lane
- Cedric Begley como Mathew
- Danny DeVito como Dr. Wexler
- Anoush NeVart como Rosamie
- Morgan Freeman como ele mesmo

## Episódios

### 1.ª temporada (2018)
| N.º na série | N.º na temp. | Título                                | Dirigido por         | Escrito por                                | Lançamento             |
| ------------ | ------------ | ------------------------------------- | -------------------- | ------------------------------------------ | ---------------------- |
| 1            | 1            | "Chapter One: An Actor Avoids"        | Chuck Lorre          | Chuck Lorre                                | 16 de novembro de 2018 |
| 2            | 2            | "Chapter Two: An Agent Grieves"       | Andy Tennant         | Chuck Lorre                                | 16 de novembro de 2018 |
| 3            | 3            | "Chapter Three: A Prostate Enlarges"  | Donald Petrie        | Chuck Lorre & Alan J. Higgins              | 16 de novembro de 2018 |
| 4            | 4            | "Chapter Four: A Kegel Squeaks"       | Beth McCarthy-Miller | Chuck Lorre, Al Higgins, & David Javerbau  | 16 de novembro de 2018 |
| 5            | 5            | "Chapter Five: An Agent Crowns"       | Beth McCarthy-Miller | Chuck Lorre                                | 16 de novembro de 2018 |
| 6            | 6            | "Chapter Six: A Daughter Detoxes"     | Andy Tennant         | Chuck Lorre, Al Higgins, & David Javerbaum | 16 de novembro de 2018 |
| 7            | 7            | "Chapter Seven: A String Is Attached" | Donald Petrie        | Chuck Lorre, Al Higgins, & David Javerbaum | 16 de novembro de 2018 |
| 8            | 8            | "Chapter Eight: A Widow Approaches"   | Andy Tennant         | Chuck Lorre, Al Higgins, & David Javerbaum | 16 de novembro de 2018 |

### 2.ª temporada (2019)
| N.º na série | N.º na temp. | Título                                         | Dirigido por         | Escrito por              | Lançamento            |
| ------------ | ------------ | ---------------------------------------------- | -------------------- | ------------------------ | --------------------- |
| 9            | 1            | "Chapter 9. An Actor Forgets"                  | Andy Tennant         | Chuck Lorre              | 25 de outubro de 2019 |
| 10           | 2            | "Chapter 10. An Old Flame, an Old Wick"        | Beth McCarthy-Miller | Chuck Lorre              | 25 de outubro de 2019 |
| 11           | 3            | "Chapter 11. An Odd Couple Occurs"             | Andy Tennant         | Chuck Lorre              | 25 de outubro de 2019 |
| 12           | 4            | "Chapter 12. A Libido Sits in the Fridge"      | Beth McCarthy-Miller | Chuck Lorre              | 25 de outubro de 2019 |
| 13           | 5            | "Chapter 13. A Shenckman Equivocates"          | Andy Tennant         | Chuck Lorre              | 25 de outubro de 2019 |
| 14           | 6            | "Chapter 14. A Secret Leaks, a Teacher Speaks" | Beth McCarthy-Miller | Chuck Lorre              | 25 de outubro de 2019 |
| 15           | 7            | "Chapter 15. A Hand Job Is Forgiven"           | Andy Tennant         | Chuck Lorre & Al Higgins | 25 de outubro de 2019 |
| 16           | 8            | "Chapter 16. A Thetan Arrives"                 | Beth McCarthy-Miller | Chuck Lorre & Al Higgins | 25 de outubro de 2019 |

### 3.ª temporada (2021)
| Número na série | Nº na temporada | Título                             | Escrito por | Lançamento         |
| --------------- | --------------- | ---------------------------------- | ----------- | ------------------ |
| 17              | 1               | Nos lugares de sempre              | Chuck Lorre | 28 de maio de 2021 |
| 18              | 2               | Você se faz de desentendido        | Chuck Lorre | 28 de maio de 2021 |
| 19              | 3               | E está cada vez mais absurdo       | Chuck Lorre | 28 de maio de 2021 |
| 20              | 4               | Nas pontas dos sapatos de salto    | Chuck Lorre | 28 de maio de 2021 |
| 21              | 5               | Perto, longe, onde quer que esteja | Chuck Lorre | 28 de maio de 2021 |
| 22              | 6               | O fundamental vale                 | Chuck Lorre | 28 de maio de 2021 |

## Produção

### Desenvolvimento
Em 14 de agosto de 2017, a Netflix anunciou que estava finalizando um acordo para um pedido de 10 episódios da primeira temporada para o The Kominsky Method. O show é uma comédia de câmera única escrita por Chuck Lorre. A Warner Brothers Television está produzindo com a Chuck Lorre Productions,. Lorre é produtor executivo da série junto com Michael Douglas, que embarcou no projeto na primavera de 2017 enquanto ainda estava em desenvolvimento. Em 29 de julho de 2018, foi anunciado durante a turnê de verão anual da Television Critics Association que a série seria estreada em 16 de novembro de 2018.

### Seleção de elenco
Juntamente com o anúncio da ordem da série, foi relatado que Michael Douglas e Alan Arkin foram escalados para os papéis principais da série como Sandy Kominsky e Norman, respectivamente. Em 11 de janeiro de 2018, foi anunciado que Nancy Travis havia se juntado ao elenco principal no papel de Lisa. Uma semana depois, a Netflix anunciou os lançamentos finais da série. Sarah Baker está completando o elenco principal no papel de Mindy. Além disso, Susan Sullivan, Emily Osment, Graham Rogers, Ashleigh LaThrop, Jenna Lyng Adams, Melissa Tang, Casey Brown e Lisa Edelstein foram escaladas para papéis recorrentes.
Alan Arkin não participou da terceira e última temporada da série. Destaque para a presença de Kathleen Turner, interpretando a personagem Roz. 